# Eva Arasa Altimira
Eva Arasa Altimira (Sabadell, 13 d’octubre de 1976) és una poeta i narradora catalana. Llicenciada en Història (UAB) i en Comunicació Audiovisual (UOC), ha exercit de periodista, comunicadora i docent.
Viu a Andorra des del 2009, on ha format part del Col·lectiu Portella. Ha col·laborat amb el diari Bondia, l'Ara.ad, el Diari d’Andorra i la revista Cadí-Pedraforca (Grup Gavarres, Premi Nacional de Comunicació de Proximitat 2024).
Ha publicat poesia i narrativa breu. Ha guanyat el Premi Miquel Martí i Pol de poesia convocat per la Biblioteca Pública del Govern d’Andorra (2013), el segon premi del concurs de relats del digital de cultura Núvol (2020) i el Premi Pirineu de Narració Literària (Premis literaris Homilies d’Organyà, 2022).

## Obra
Poesia
- 2024 Iberoamérica lee Haiku: Haicai .Organizacion de Estados Iberoamericanos para la Educacion, la Ciencia y la Cultura. ISBN 9786316577023 (diversos autors, poesia traduïda al castellà).
- 2020 Les oliveres i altres paisatges perduts. Salòria. ISBN 978-84-121847-0-9
- 2018 Si diem Andorra (diversos autors). Editorial Andorra. ISBN 978-99920-75-03-6

Ficció
- 2025 L'ànima separada del cos Editorial Medusa ISBN 978-84-19202-22-2
- 2024 Cossos estranys. Editorial Medusa. ISBN 978-84-19202-16-1
- 2022 Premis literaris Homilies d’Organyà 2022. Ajuntament d'Organyà. ISBN 978-84-09-42497-9 (diversos autors)
- 2020 La sardina i l’arengada. Núvol. ISBN 978-84-17455-28-6 (diversos autors)

No-ficció
- 2001 Sabadell. Cossetània edicions. ISBN 978-84-95684-00-4